# Passaggio per il paradiso (film 1985)
Passaggio per il paradiso è un film statunitense del 1985.

## Trama
Primi anni '60. Bobby Fontana, un giovane ribelle di tipo greaser, sfida Joe Barnes alla chicken run (sfida a chi salta fuori per ultimo tra due auto lanciate senza freni verso un burrone, resa famosa da Gioventù bruciata) per aver dato un passaggio alla sua fidanzata Emily. Bobby vince facilmente la gara, tuttavia il suo braccialetto si impiglia nella leva del cambio, impedendogli di uscire in tempo. La sua auto precipita nel burrone e Bobby muore. Si risveglia poi a bordo di un treno, che si ferma in una stazione da cui parte una scala mobile che sale in una luce bianca brillante, che un addetto definisce il Supremo. Tuttavia, a Bobby viene negato l’ingresso e viene raccolto da un angelo motociclista, di nome Rafferty. Questi gli spiega che si trovano nel Mediano e che se vuole salire nel Supremo dovrà svolgere un incarico, tornando sulla terra e aiutando con successo qualcuno.
Molti anni dopo, a Bobby viene finalmente assegnata una missione. Dovrà aiutare Lenny Barnes, uno studente del liceo molto intelligente ma un po’ imbranato, che viene costantemente preso di mira dai bulli Fred Gallo e Bill McIntyre. Tuttavia, Bobby viene informato che gli è consentito rivelarsi solo a Lenny e a nessun altro. Bobby riesce ad avvicinarsi a Lenny e usa i suoi nuovi poteri per aiutarlo a migliorare il suo look e ad avere più fiducia in sé stesso. Grazie a Bobby, Lenny riesce anche a farsi valere con Fred e Bill e a conquistare Sharon, la ragazza più carina della scuola ed ex fidanzata di Fred. Dopo un po’ però Bobby capisce che Lenny sta sprofondando nella dissolutezza. Il suo nuovo stile di vita lo porta a scontrarsi con i genitori e ad allontanare Melissa, una sua amica di vecchia data segretamente innamorata di lui. Bobby scopre poi che la madre di Lenny è Emily, la sua ex ragazza, la quale è ora sposata con Joe. Inizialmente frustrato, Bobby infrange poi le regole e si rivela a Emily per confessarle il suo amore ed Emily lo informa che in realtà il padre di Lenny è lui.
Lenny viene sfidato a sua volta alla chicken run da Fred. Rafferty informa Bobby che Lenny è destinato a morire, proprio come lui. Bobby offre allora la sua anima per salvare Lenny, in modo che possa vivere la sua vita. Durante la gara, dopo aver sconfitto Fred, Lenny rimane intrappolato in auto, ma Bobby sopraggiunge in tempo, salvandolo prima che l’auto precipitata esploda. Risalito dal burrone, Lenny capisce i suoi errori e si ricongiunge con Melissa e i suoi genitori, giunti nel frattempo sul posto.
Dopo aver detto addio a Lenny, dicendogli che gli sarà sempre vicino, Bobby raggiunge Rafferty per farsi condurre nell’Inferiore, esso tuttavia gli risponde che avendo imparato ad amare e valorizzare qualcuno più di sé stesso, si è guadagnato il posto nel Supremo. Lenny e la sua ragazza guardano quindi Bobby e Rafferty volare in cielo sulla moto. Alla fine, Bobby sale sulla scala mobile per il Supremo.

## Colonna sonora
Lato A
1. Joe Lynn Turner – Heartless – 3:59 (testo: 
  - Bruce Gaitsch
  - Lisa Sennett

)
2. Jon Fiore – The Heavenly Kid (Out on the Edge) – 4:09 (testo: 
  - George Duke
  - Randy Goodrum

)
3. Jamie Bond – Heart of Love – 4:36 (testo: 
  - Billie Hughes
  - Roxanne Seeman

)
4. Howard Hewett – Obsession – 4:03 (testo: 
  - David Martin
  - Greg Guidry

)
5. Debra Laws – Cruisin' Tonight – 3:52 (testo: 
  - George Duke
  - Randy Goodrum

)

Durata totale: 20:39
Lato B
1. Jamie Bond – Animal Attraction (feat. Heartless) – 3:59 (testo: 
  - Gloria Sklerov
  - Lenny Macaluso

)
2. Mickey Thomas – Two Minute Love – 3:58 (testo: 
  - Danny Sembello
  - Jim McKeever

)
3. The George Duke Band – So Mean to Me – 3:59 (testo: George Duke)
4. George Duke – Hamburgers – 3:41 (testo: George Duke)
5. Neko-Meka – When the Children Make the Mighty Fall – 4:52 (testo: Mick Muhlfreidel)

Durata totale: 20:29